# Козлувка (Підляське воєводство)
Козлувка (пол. Kozłówka) — село в Польщі, у гміні Райґруд Ґраєвського повіту Підляського воєводства.
Населення — 142 особи (2011).
У 1975-1998 роках село належало до Ломжинського воєводства.

## Демографія
Демографічна структура станом на 31 березня 2011 року:
|          | Загалом | Допрацездатний вік | Працездатний вік | Постпрацездатний вік |
| -------- | ------- | ------------------ | ---------------- | -------------------- |
| Чоловіки | 67      | 19                 | 44               | 4                    |
| Жінки    | 75      | 24                 | 41               | 10                   |
| Разом    | 142     | 43                 | 85               | 14                   |